# Шяудвитис, Эйнарас
Эйнарас Шяудвитис (лит. Einaras Šiaudvytis; род. 1 ноября 1977, Шилуте) — литовский гребец, выступавший за сборную Литвы по академической гребле в 1995—2007 годах. Участник летних Олимпийских игр в Афинах.

## Биография
Эйнарас Шяудвитис родился 1 ноября 1977 года в городе Шилуте Литовской ССР.
Заниматься академической греблей начал в возрасте 15 лет во время учёбы в колледже в Клайпеде, проходил подготовку в местном гребном клубе Irklas.
Впервые заявил о себе в гребле на международной арене в сезоне 1995 года, выступив в одиночках на юниорском мировом первенстве в Познани.
В период 1996—1999 годов регулярно принимал участие в молодёжном Кубке нации, в частности в одиночках выиграл серебряную медаль на этапе в Гамбурге.
Попав в основной состав литовской национальной сборной, в 2000 году дебютировал во взрослом Кубке мира, в одиночках финишировал пятым на этапе в Мюнхене.
В 2001 году на чемпионате мира в Люцерне стал восьмым в зачёте парных двоек.
В 2002 году в парных двойках стартовал на этапах Кубка мира в Люцерне и Мюнхене, закрыл десятку сильнейших на мировом первенстве в Севилье.
В 2003 году в той же дисциплине соревновался на этапах Кубка мира в Милане и Люцерне, занял 11 место на чемпионате мира в Милане.
Благодаря череде удачных выступлений удостоился права защищать честь страны на летних Олимпийских играх 2004 года в Афинах — в программе двоек парных вместе с партнёром по команде Кястутисом Кяблисом сумел квалифицироваться лишь в утешительный финал С и расположился в итоговом протоколе соревнований на 14 строке.
После афинской Олимпиады Шяудвитис остался в составе гребной команды Литвы и продолжил принимать участие в крупнейших международных регатах. Так, в 2005 году в парных двойках он выходил на старт этапов Кубка мира в Мюнхене и Люцерне, побывал на чемпионате мира в Гифу.
В 2006 году в парных двойках стартовал на этапах Кубка мира в Мюнхене и Познани.
В 2007 году в той же дисциплине отметился выступлением на этапе Кубка мира в Линце-Оттенсхайме.